# All-trans-ノナプレニル二リン酸シンターゼ (ゲラニルゲラニル二リン酸特異的)
all-trans-ノナプレニル二リン酸シンターゼ (ゲラニルゲラニル二リン酸特異的)(all-trans-nonaprenyl-diphosphate synthase (geranylgeranyl-diphosphate specific))はユビキノンの合成に関わるプレニル基転移酵素の1つで、次の化学反応を触媒する酵素である。
ゲラニルゲラニル二リン酸 + 5 イソペンテニル二リン酸 {\displaystyle \rightleftharpoons } 5 二リン酸 + all-trans-ノナプレニル二リン酸
組織名はgeranylgeranyl-diphosphate:isopentenyl-diphosphate transtransferase (adding 5 isopentenyl units)である。

## 分布
シロイヌナズナやクルーズトリパノソーマで見出されている。